# Vladimirovac (Alibunar, Srbija)
Vladimirovac (srp. Владимировац, rum. Vladimirovăţ, Petrovăsîla, mađ. Petre, nje. Petersdorf) je naselje u općini Alibunar u Južnobanatskom okrugu u Vojvodini, naseljeno pretežno Rumunjima i Srbima.
Vladimirovac je najveće naselje u općini Alibunar, uključujući i grad Alibunar.

## Stanovništvo
U naselju Vladimirovac živi 4.111 stanovnika, od toga 3.188 punoljetnih stanovnika, a prosječna starost stanovništva iznosi 39,5 godina (38,2 kod muškaraca i 40,8 kod žena). U naselju ima 1.295 domaćinstava, a prosječan broj članova po domaćinstvu je 3,17.
Prema popisu iz 1991. godine u naselju je živjelo 4.539 stanovnika.
| Etnički sastav 2002. |            |        |
| Narod                | Stanovnika | %      |
| Srbi                 | 2.259      | 54,95% |
| Rumunji              | 1.424      | 34,63% |
| Romi                 | 110        | 2,67%  |
| Mađari               | 22         | 0,53%  |
| Makedonci            | 17         | 0,41%  |
| Jugoslaveni          | 15         | 0,36%  |
| Hrvati               | 14         | 0,34%  |
| Slovaci              | 14         | 0,34%  |
| Crnogorci            | 11         | 0,26%  |
| ostali               | 16         | 0,38%  |
| nepoznato            | 153        | 3,72%  |

| broj stanovnika | 5261  | 5294  | 5519  | 5335  | 5106  | 4539  | 4111  |
|                 | 1948. | 1953. | 1961. | 1971. | 1981. | 1991. | 2001. |

## Vanjske poveznice
- Oficijelna prezentacija  Arhivirana inačica izvorne stranice od 24. travnja 2010. (Wayback Machine)
- Karte, udaljenosti i vremenska prognoza  Arhivirana inačica izvorne stranice od 11. srpnja 2007. (Wayback Machine)
- Satelitska snimka naselja
- (rum.) Un site pentru Petrovasala / Vladimirovăţ